# Virga (esogeologia)
Virga (plurale: virgae) è un termine latino, dal significato originario di "ramo", utilizzato nell'ambito dell'esogeologia per indicare una caratteristica superficiale che si distingua come una striscia di colore differente dal terreno circostante.
Le uniche strutture ufficialmente classificate come virgae sono state individuate su Titano.

## Elenco
- Bacab Virgae
- Hobal Virga
- Kalseru Virga
- Perkunas Virgae
- Shiwanni Virgae
- Tishtrya Virgae
- Tlaloc Virgae
- Uanui Virgae